# 寺尾求馬助
寺尾 求馬助（てらお もとめのすけ、元和7年（1621年）- 貞享5年6月12日（1688年7月9日））は、宮本武蔵の晩年肥後熊本における兵法の高弟である。武蔵が『五輪書』執筆に篭った金峰山麓の岩戸で病に倒れ、寛永21年（1644年）11月16日に千葉城の屋敷へ戻って養生するにあたり、肥後太守細川光尚の命により看護に付けられ、正保2年（1645年）5月19日に死去するまで傍に付いて看病した。『二天記』によれば、武蔵より死去前5月12日に『兵法三十五箇条』を相伝したとされている。同日『五輪書』を相伝した兄寺尾孫之允とともに、兵法二天一流第2代を称し、孫之允没後は求馬助の系統が肥後の二天一流を連綿と継承し繁栄した。
名字は寺尾、通称は求馬助、また求馬、のち藤兵衛、諱は信行。

## 概要

### 出自と家族
出自は兄の寺尾孫之允に同じ。熊本藩『先祖附』によれば、「寛永10年（1633年）13歳にて細川忠利公に召し出され、16歳まで御側に召仕われ、寛永13年（1636年）に元服し御知行二百石拝領」とあるから、求馬助の生年は元和7年（1621年）ということになる。一千五十石の父左助勝正とは別に二百石の別家を立て、寛永15年（1638年）の有馬陣（島原の乱）にも出陣し戦功をあげ黄金と時服を拝領している。3代細川綱利代に百石加増、鉄砲30挺頭となり、貞享5年（1688年）68歳で没している。『寺尾家系』によれば、求馬助には6人の男子があり、この内二男（三男とも）藤次玄高と五男弁助信盛、六男郷右衛門勝行の三人が藩の兵法師範役を仰せつかっている。特に四男信盛は武蔵の再来といわれ、新免姓を継承して新免弁助を名乗り、兵法二天一流第二代を称した。武蔵から『五輪書』の相伝を受けた寺尾孫之允が寛文11年（1671年）に死去したあとは、求馬助の系統が肥後の二天一流を隆盛させ、明治以降現代にまでその道統を継承している。

### 『兵法三十五箇条』相伝のこと
『兵法三十五箇条』が細川忠利公の命により書かれ献上されたものであることは、その文面にも明らかであり、弟子に相伝するためのものではない。寛永21年（1644年）11月、病のため家老の長岡佐渡・寄之親子らに説得されて、武蔵が霊巌洞から千葉城の屋敷に戻された（長岡寄之より宮本伊織宛書状）時、藩主細川光尚から看病のため差付けられたのが求馬助であった。この事は武蔵葬儀後に熊本藩家老長岡監物へ宛てた宮本伊織書状に明瞭に書かれている史実であり、求馬助は藩の公務として亡くなるまでの半年間の献身的な看病をした。寺尾家にはこのため武蔵自筆の水墨画が明治維新後まで複数伝来したが、なぜか『兵法三十五箇条』の自筆本は伝わっていない。おそらく献上本の写しを入手したものか、藩主へ献上の文言をそのまま弟子へ相伝物とするわけにいかず、5条加えて1条減らし、『兵法三十九ヶ条』として相伝の証としたと考えられる。

### 求馬助の弟子
史料に確認できる者で、求馬助が相伝した弟子には寛文6年（1666年）の安東正俊と同7年（1667年）に道家平蔵がいる。寛文6年は武蔵が亡くなってから21年後のことである。求馬助系が隆盛するのはこの後、新免弁助ら求馬助の子供たちの代からと考えられる。